# Eitel von und zu Gilsa
Eitel Ludwig Philipp von und zu Gilsa (* 18. April 1700 in Gilsa; † 8. März 1765 in Ziegenhain) war ein hessischer Freiherr und Generalleutnant im Dienst der Landgrafschaft Hessen-Kassel.

## Herkunft
Er war Spross des heute noch bestehenden und zur Althessischen Ritterschaft gehörenden Geschlechts der von und zu Gilsa, mit dem Stammsitz in Gilsa. Seine Eltern waren Christian Eitel von und zu Gilsa (* 4. Februar 1655; † 5. März 1709) und dessen Ehefrau Margarethe, geborene von Hanstein aus dem Haus Wahlhausen.

## Leben
Gilsa kam 1711 als Edelknabe an den hessen-darmstädtischen Hof und 1715 als Fähnrich in das hessen-kasselsche Infanterieregiment „Prinz Georg“. Er nahm damit am Rheinfeldzug 1734/35 und auch am österreichischen Erbfolgekrieg teil. Bis zum Siebenjährigen Krieg stieg er bis zum Oberst und Kommandeur des Infanterieregiments „Prinz Karl“ auf.
Zu Beginn des Krieges kam Gilsa mit dem deutschen Hilfskorps nach England. Das Regiment sollte gegen eine befürchtete französische Landung eingesetzt werden. Nachdem die Truppen wieder nach Norddeutschland verlegte, wurde Gilsa – jetzt zum Generalmajor befördert – an der Spitze einer Brigade in der Schlacht bei Hastenbeck zum Schutz einer großen Batterie beim Dorf Hastenbeck eingesetzt. Die Niederlage der Kurhannoverschen Truppen führte zur Konvention von Kloster Zeven und der Herzog von Cumberland wurde durch Ferdinand von Braunschweig ersetzt. So konnte sich Gilsa 1758 in der Schlacht bei Krefeld auszeichnen. 1759 wurde er nach der Schlacht bei Minden von Herzog Ferdinand belobigt. Er kämpfte danach in Vellinghausen (15. und 16. Juli 1761), Wilhelmsthal (24. Juni 1762) und in Lutterberg (23. Juli 1762). Im Winter 1759/60 führte er ein eigenes Korps mit sechs Bataillonen, sechs Eskadronen und 16 schweren Geschützen im sächsischen Erzgebirge. Bei einem Treffen mit dem preußischen König Friedrich II. erhielt er ein Geldgeschenk von 4000 Talern und eine Dose mit dem Bild des Königs.
Gilsa wurde 1759 Inhaber des Hessen-Kasselschen Infanterieregiments Nr. 3, in dem der spätere General und Militärtheoretiker Johann von Ewald seine militärische Laufbahn begann. Nach dem Krieg wurde er Gouverneur von Ziegenhain. Er starb am 8. März 1765 auf seinem Gut Gilsa.

## Familie
Er heiratete am 3. November 1728 Anna Juliane Sabine von Scholley (* 19. September 1707; † 24. Oktober 1765). Das Paar hatte mehrere Kinder, darunter:
- Wilhelm Friedrich (* 23. Oktober 1744; † 6. November 1784) ⚭ Elisabeth Ernestine Wilhelmine von und zu Urff (* 4. Juni 1751; † 2. Oktober 1784)
- Georg Ernst (1740–1798) ⚭ Henriette Luise Charlotte Christiane von der Malsburg (* 2. September 1748; † 5. Dezember 1767)